# Ceratogramma jeffersi
Ceratogramma jeffersi är en stekelart som beskrevs av Pinto 2006. Ceratogramma jeffersi ingår i släktet Ceratogramma och familjen hårstrimsteklar. Inga underarter finns listade i Catalogue of Life.